# 2016 (албум)
2016 је двоструки студијски албум групе Црвена јабука. Албум садржи 2 ЦД-а (први садржи 13 песама, док други садржи 12 песама) од којих су хитови "Dolly Bell" (чији је наслов добила по филму Сјећаш ли се Доли Бел), "Минка", "Лубенице", "Оде Жера у морнаре", "Мала моја Далматинко" и "Мен' се чини".
Овим албумом и годину дана раније одржаном турнејом, обележено је 30 година постојања групе.

## Позадина
Група је одржала концерт у Лисинском фебруара 2014. Албум који садржи материјал са овог концерта, појавиће се новембра исте године на двоструком ЦД-у.
Црвена јабука је у току 2015. године наступала у Бору, Београду, Мајданпеку, Сарајеву, Опатији...

## О албуму
У стварању овог албума су учествовали Антонија Шола, Златан Фазлић, Бранимир Михаљевић итд. Сниман је током 2015/16. године у Загребу. Изашао је јуна 2016 у издању Кроација рекордса.
Албум је праћен спотовима за песме "Dolly Bell", "Минка", "Мала моја Далматинко" и "Мен' се чини".

## Списак песама
| №   | Назив                   | Трајање |  |
| 1.  | Dolly Bell              | 4:30    |  |
| 2.  | Исту ријеку газим ногом | 4:29    |  |
| 3.  | Знаш да године боле     | 3:17    |  |
| 4.  | Берба чаја на Шри Ланки | 4:40    |  |
| 5.  | Млијечни пут            | 5:26    |  |
| 6.  | Нема дана нема ноћи     | 3:47    |  |
| 7.  | Минка                   | 3:40    |  |
| 8.  | Лубенице                | 3:42    |  |
| 9.  | Оде Жера у морнаре      | 4:32    |  |
| 10. | Створени за тугу        | 3:19    |  |
| 11. | Носталгија              | 3:48    |  |
| 12. | Заболи ме опет          | 3:29    |  |
| 13. | Сви смо негдје ту       | 4:06    |  |

| №   | Назив                    | Трајање |  |
| 1.  | Док сам жив              | 3:45    |  |
| 2.  | Мала моја Далматинко     | 3:25    |  |
| 3.  | Кад ми жицу погодиш      | 3:09    |  |
| 4.  | Пссст                    | 3:32    |  |
| 5.  | Да те могу сада вратити  | 4:03    |  |
| 6.  | Колико сам те волио      | 3:09    |  |
| 7.  | Реци ми (топлином срца)  | 3:41    |  |
| 8.  | Мале птице               | 3:40    |  |
| 9.  | Вољена                   | 3:20    |  |
| 10. | Ведро јутро              | 3:40    |  |
| 11. | Једино туга ми недостаје | 3:41    |  |
| 12. | Мен' се чини             | 4:00    |  |

## Топ листе
| Листа | Највиша позиција |
| ----- | ---------------- |
| ХДУ   | 1                |